# Kougpaka
Kougpaka är en ort i Burkina Faso.   Den ligger i provinsen Bazega Province och regionen Centre-Sud, i den centrala delen av landet, 40 km söder om huvudstaden Ouagadougou. Kougpaka ligger 315 meter över havet och antalet invånare är 1 125.
Terrängen runt Kougpaka är mycket platt. Runt Kougpaka är det ganska tätbefolkat, med 67 invånare per kvadratkilometer.. Närmaste större samhälle är Goumogo, 15,8 km nordväst om Kougpaka.
Omgivningarna runt Kougpaka är en mosaik av jordbruksmark och naturlig växtlighet.